# 예류과
예류과(預流果, 산스크리트어: srotaāpatti-phala, 팔리어: sotaāpatti-phala, 영어: one who has fully attained the stage of the stream-enterer, realizing stream winner status), 수다원(須陀洹), 수다원과(須陀洹果), 입류과(入流果), 역류과(逆流果), 득수다원(得須陀洹) 또는득수다(得須陀)는 불교의 성자들 중의 한 부류로서, 4향4과에 속한, 견혹을 끊은 과위(果位)에 머물면서 아직 수혹을 끊지 못한 성자를 말한다. 열반을 증득하기까지 최대한 일곱 번의 생을 반복한다.
'예류'(預流), '입류'(入流) 또는 '역류'(逆流)는 환멸연기의 성도(聖道)에 들어갔다는 것, 무루도(無漏道)에 들어갔다는 것, 출세간에 들어갔다는 것, 진정한 불도(佛道, 붓다가 되는 길, 깨달음의 길)가 시작되었다는 것을 의미한다.
예류향(預流向)이 견도 16심(見道十六心) 중 제1~15심의 성자로서 견도위의 성자인 반면, 예류과는 견도 16심 중 제16심 즉 제16찰나의 성자와 제16심 이후 욕계 수혹 9품 중 아직 제1품 즉 상상품(上上品)도 단멸하지 못한 상태의 성자를 통칭하는 것으로 수도위의 성자이다.
여기서, 욕계 수혹 9품은 욕계의 수혹, 즉, 98수면 또는 128번뇌 중 욕계에 속한 수소단의 탐 · 진 · 만 · 무명을 그 강약 또는 추세(麁細, 거침과 미세함)에 따라, 상품 · 중품 · 하품의 3품으로 나누고 다시 그 각각을 상중하의 3품으로 나누어, 총 9가지로 나눈 것으로 ① 상상품(上上品) ② 상중품(上中品) ③ 상하품(上下品) ④ 중상품(中上品) ⑤ 중중품(中中品) ⑥ 중하품(中下品) ⑦ 하상품(下上品) ⑧ 하중품(下中品) ⑨ 하하품(下下品)을 말한다.
그리고 견도 16심은 엄밀히 말해 틀린 표현으로, 견도 15심과 수도 1심이라고 해야 하지만 편의를 위해 견도 16심이라고 한다.
상좌부불교의 이론에 따르면 석가불이 열반한 후의 5000년 내에 사념처（四念處，위파사나） 수행은 여전히 수다원과(須陀洹)와 아라한과(阿羅漢果)를 얻을 수 있으며, 사념처 수행은 유일한 방법이다. 마하시 사야도 또는 레디 사야도가 쓴 저서 등을 포함한 사념처와 관련된 서적을 읽어야 정확한 사념처 수행을 잘 이해할 수 있다.
| 3향3과 | 단멸한 번뇌                | 단멸에 소요되는 생                     | 별도 명칭      |
| 예류향 | 견혹                       | 알 수 없음, 견혹은 단박(16심)에 끊어짐 |                |
| 예류과 | 견혹                       | 알 수 없음, 견혹은 단박(16심)에 끊어짐 |                |
| 일래향 | 욕계 수혹 ① 상상품(上上品) | 최대 2생                               |                |
| 일래향 | 욕계 수혹 ② 상중품(上中品) | 최대 1생                               |                |
| 일래향 | 욕계 수혹 ③ 상하품(上下品) | 최대 1생                               | 가가 · 3생가가 |
| 일래향 | 욕계 수혹 ④ 중상품(中上品) | 최대 1생                               | 가가 · 2생가가 |
| 일래향 | 욕계 수혹 ⑤ 중중품(中中品) | 최대 1생                               |                |
| 일래과 | 욕계 수혹 ⑥ 중하품(中下品) | 최대 1생                               |                |
| 불환향 | 욕계 수혹 ⑦ 하상품(下上品) | 최대 1생                               | 일간           |
| 불환향 | 욕계 수혹 ⑧ 하중품(下中品) | 최대 1생                               | 일간           |
| 불환과 | 욕계 수혹 ⑨ 하하품(下下品) | 최대 1생                               |                |
| 합계   | 욕계 수혹 9품              | 견도 후 열반까지 최대 7생              |                |

예류과(預流果)는 다음의 분류 또는 체계에 속한다.
- ① 예류향 ② 예류과 ③ 일래향 ④ 일래과 ⑤ 불환향 ⑥ 불환과 ⑦ 아라한향 ⑧ 아라한과의 4향4과(四向四果) 중의 하나이다.
- ① 수신행 ② 수법행 ③ 신해 ④ 견지 ⑤ 신증 ⑥ 가가 ⑦ 일간 ⑧ 예류향 ⑨ 예류과 ⑩ 일래향 ⑪ 일래과⑫ 불환향 ⑬ 불환과 ⑭ 중반 ⑮ 생반 ⑯ 유행반 ⑰ 무행반 ⑱ 상류반의 18유학(十八有學) 중의 하나이다.
- 18유학(十八有學)과 9무학(九無學)을 통칭하는 27현성(二十七賢聖) 중의 하나이다.

## 같이 보기
- 성자 (불교)
- 7성(七聖)
- 4향4과(四向四果)
- 18유학(十八有學)
- 6종아라한(六種阿羅漢)
- 7종아라한(七種阿羅漢)
- 혜해탈(慧解脫)
- 심해탈(心解脫)
- 구해탈(俱解脫)
- 9무학(九無學)